# Leptothelaira meridionalis
Leptothelaira meridionalis là một loài ruồi trong họ Tachinidae.